# Asphalt 4: Elite Racing
Asphalt 4: Elite Racing est un jeu vidéo de course développé et édité par Gameloft, sorti en 2008 sur DSiWare, N-Gage, téléphone mobile, iOS et BlackBerry OS.

## Accueil
- IGN : 9/10 (iOS)[1] - 7,8/10 (DSi)[2]